# 横浜市立あざみ野中学校

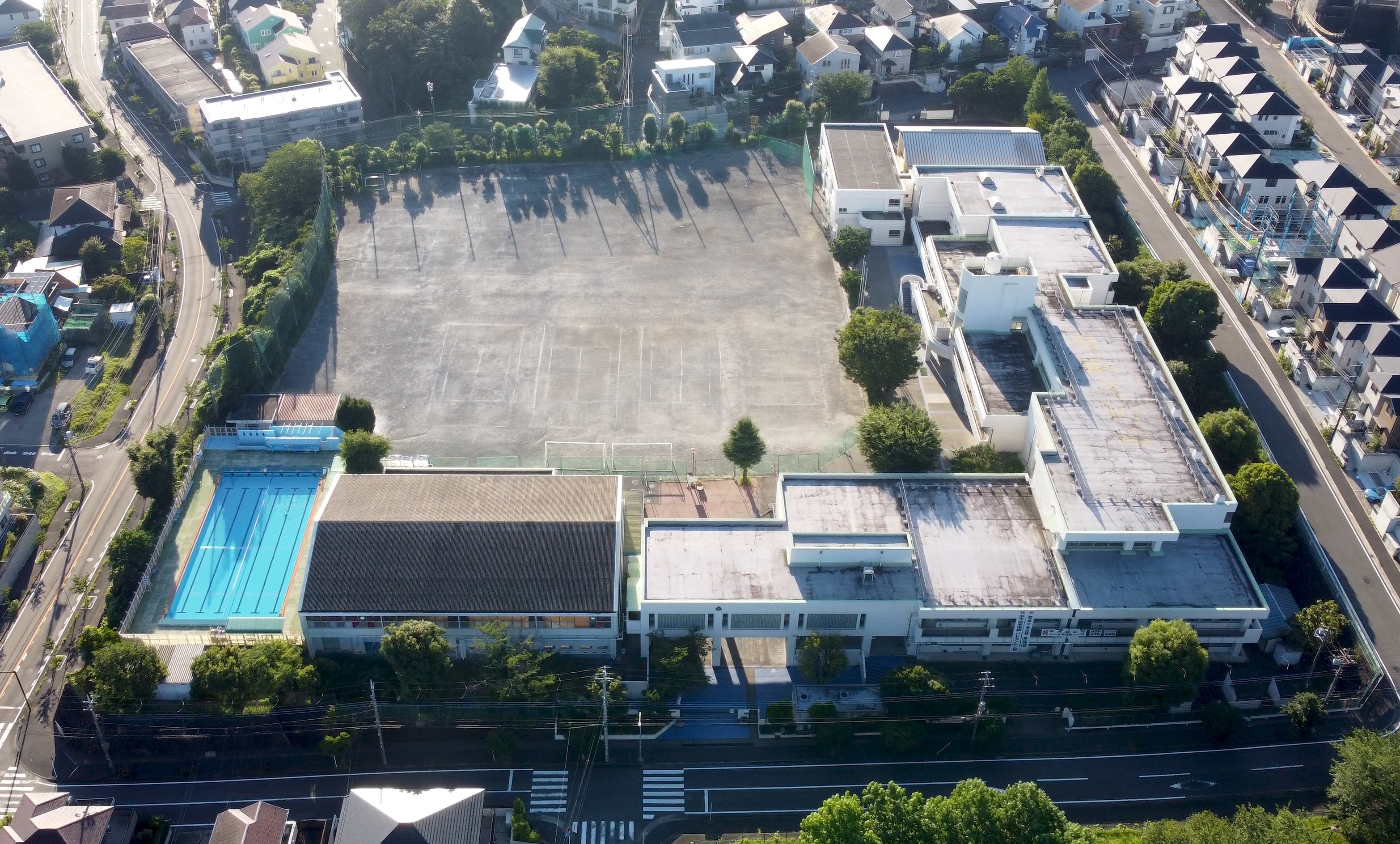
全景 (2021年)

横浜市立あざみ野中学校(よこはましりつ あざみのちゅうがっこう)は、神奈川県横浜市青葉区あざみ野一丁目にある市立の中学校。通称「あざ中」。

## 概要
- 開校日 1982年（昭和57年）5月1日[1]
- 教育目標 『21世紀を心豊かにたくましく生きぬく真の生きる力の育成をめざして』

## 出来事
2007年6月、同校に在籍していた男性教諭（当時40歳）がクモ膜下出血で死亡。その後、遺族が死亡原因は過労だったとして公務災害認定訴訟。

## 行事
- 文化祭
- 体育祭
- 校外学習（1年）、自然学習（2年、長野県）、修学旅行（3年、広島方面）[3]

## 主な部活動
| 運動部 - バスケ部 - サッカー部 - ソフトテニス部 - バドミントン部 - バレー部 - 体操部 - 剣道部 - 柔道部 - 野球部 | 文化部 - 吹奏楽部 - 合唱部 - 演劇部 - 科学部 - 手芸部 - 美術部 - 手話部 |

## 主な進学高校
近年では公立高校よりも私立高校への進学者が多く、とりわけ都内の私立高校への進学者が多いのが特徴である。例年、早慶付属高校や開成・国立大付属高に合格者を輩出している。
2005年度（平成17年度）の学区撤廃以前は『横浜北部学区』に属していた。進学先公立高校としては、横浜市営地下鉄グリーンライン沿線を含む旧学区の高校およびブルーライン沿線の各校が想定される。
《旧横浜北部学区》
- 神奈川県立市ヶ尾高等学校
- 神奈川県立荏田高等学校
- 神奈川県立川和高等学校
- 神奈川県立霧が丘高等学校
- 神奈川県立新栄高等学校
- 神奈川県立田奈高等学校
- 神奈川県立白山高等学校
- 神奈川県立元石川高等学校

《横浜市営地下鉄ブルーライン沿線》（旧横浜東部学区まで）
- 神奈川県立岸根高等学校
- 神奈川県立港北高等学校
- 神奈川県立城郷高等学校
- 神奈川県立横浜翠嵐高等学校
- 神奈川県立新羽高等学校

## 卒業生
- 岩舘直 - サッカー選手
- 清水梨紗 - サッカー選手
- 森本慎太郎 - タレント、俳優
- 森本龍太郎 - 元タレント、元俳優
- 堀研太 - サッカー選手
- 山根視来 - サッカー選手
- 三井愛梨 - 競泳選手
- 田中ヤコブ-音楽家

## 交通アクセス
出典
- 東急田園都市線あざみ野駅下車、徒歩約12分
- あざみ野駅より東急バスあ24系統で「あざみ野二丁目」バス停下車、徒歩約5分